# Simfonia núm. 2 (Krenek)
La Simfonia núm. 2, op. 12, és la segona de les set simfonies d'⁣Ernst Krenek. Composta l'any 1922, va ser estrenada l'11 de juny de 1923 a l'església de Sant Martí de Kassel dirigida per Robert Laugs, durant el festival de la Federació dels músics alemanys. La partitura està dedicada a Anna Mahler, la dona del compositor, segona filla de Gustav Mahler. Té una durada aproximada d'uns 60 minuts.

## Estructura
1. Andante sostenuto - Allegro agitato
2. Scherzo: Allegro deciso
3. Adagio - agitato

## Origen i context
En plena Primera Guerra Mundial, Ernst Krenek va començar els estudis professionals el 1916 amb Franz Schreker a Viena, que li va proporcionar una base sòlida en música tradicional i contrapunt. La mort de l'emperador Francesc Josep, aquell mateix any, va marcar el final d'una era, i Krenek va sentir l'impacte d'aquest esdeveniment com una gran ruptura. En paral·lel, les arts passaven per una transició important, amb una recerca de noves tradicions després de la música expressionista de compositors com Schönberg, Berg i Webern. Va ser en aquest context de canvi que Krenek va començar a explorar la seva pròpia identitat artística.
El 1920, quan Krenek es va traslladar a l'Acadèmia de Música de Berlín juntament amb el seu mestre Schreker, el seu desig d'innovar es va intensificar. Les seves trobades amb músics com Ferruccio Busoni, Eduard Erdmann i Artur Schnabel van ser decisives per ampliar la seva visió musical. A Berlín, el seu interès per la innovació va créixer ràpidament i va abandonar l'estil romàntic tardà per explorar l'atonalitat. Aquesta evolució el va distanciar del seu mestre i va deixar l'Acadèmia sense titular-se. Malgrat això, el 1921 es va consolidar com una figura destacada entre els joves compositors de l’època, especialment després de l'estrena del seu Quartet de corda núm. 1, que li va valdre la reputació d’enfant terrible de la música contemporània.
El juny de 1922, Krenek va deixar Berlín per passar la primera part de l’estiu treballant en la seva Segona Simfonia, l'obra més significativa d’aquest període. Ho va fer a la vil·la de lloguer dels Erdmann a Lippe-Neverstorf, prop de la localitat de Lütjenburg, a la vora del mar Bàltica i no gaire lluny de Kiel. Després d’aquesta estada, va passar un temps en una casa d’estiu a prop de Semmering, als Prealps austríacs. S'hi va tornar a posar el 27 de febrer de 1922 i la va acabar dos mesos després, el 23 de maig.

## Instrumentació
- Tres flautes, tres fagots, tres oboès, cinc clarinets, sis trompes, quatre trompetes, quatre trombons, una tuba, percussió, celesta, cordes.

## Música
Amb només 22 anys, Ernst Krenek va compondre la Simfonia núm. 2, una obra d’una vitalitat desbordant que sembla més preocupada per l’expressió intensa que per transmetre un missatge concret. Sovint comparada amb la seva predecessora, aquesta simfonia comparteix amb la núm. 1 una energia impetuosa, una tensió constant i un protagonisme destacat de les timbales, que accentuen els moviments rítmics, siguin regulars o sincopats. D’una durada propera a una hora, i escrita per a una orquestra imponent amb cinc clarinets i sis trompes, la peça és una mostra de la imaginació exuberant d’un jove compositor que experimenta amb formes i colors sonors amb absoluta llibertat. La Segona Simfonia és molt més agosarada que la primera. Tot i els esclats d’energia i les dissonàncies intenses, el seu impacte no ve d’una agressió constant, sinó de l’acumulació progressiva d’una massa sonora aclaparadora. Els elements no actuen per separat, sinó que s’uneixen per formar un conjunt imponent i innovador davant del qual l’oient queda indefens.
La Segona Simfonia comença amb un moviment que creix des de la calma fins a una intensa agitació fosca i militarista, amb un breu moment líric al final. El segon moviment, tot i més viu, manté un to grotesc i irònic, amb influències de Mahler i ecos de Vaughan Williams i del posterior Xostakóvitx. El final, dens i tèrbol, insinua una esperança fràgil que desemboca en una lluita dramàtica, concloent l’obra amb força i ambigüitat.

## Recepció
Quan la Simfonia es va estrenar a Kassel l'any 1923, la resposta del públic va ser força ambivalent: entre la fascinació per la misteriosa profunditat de la música i la irritació absoluta. Aquesta obra va quedar registrada com una de les moltes polèmiques musicals que van sacsejar el segle XX.
L’estrena va donar com a resultat una execució maldestra d’una obra majestuosa. En realitat, es tractava de la composició més rellevant dels primers anys de Krenek i és la seva obra orquestral més extensa i ambiciosa.